# Тамбурини, Франческо
Франческо Тамбурини (итал. Francesco Tamburini; 1846—1891) — аргентинский архитектор итальянского происхождения.
Окончил Королевскую академию в Неаполе[уточнить]. С 1881 г. работал в Аргентине, с 1883 г. и до смерти — генеральный инспектор национальной архитектуры. Работал над проектами многих общественных зданий в аргентинской столице.
Осуществил расширение и достройку Президентского дворца (исп. Casa Rosada), спроектировал Центральный военный госпиталь Аргентины, создал первоначальный проект Театра Колон, завершённый его учеником Витторио Меано.